# Sail-les-Bains
Sail-les-Bains là một xã trong tỉnh Loire miền trung nước Pháp.